# Benjamin Bonzi
Benjamin Bonzi (* 9. Juni 1996 in Nîmes) ist ein französischer Tennisspieler.

## Karriere
Benjamin Bonzi konnte auf der Juniorentour bereits seinen ersten Grand-Slam-Titel gewinnen. 2014 konnte er das Doppelturnier der French Open zusammen mit Quentin Halys für sich entscheiden, nachdem sie im Vorjahr im Halbfinale ausgeschieden waren. Im Finale besiegte er Lucas Miedler und Akira Santillan mit 6:3, 6:3. 2014 begann Bonzi regelmäßig Turniere der unterklassigen Future Tour zu spielen. Dort konnte er bereits sieben Einzel- und 20 Doppeltitel gewinnen. Auf der Challenger Tour schaffte er 2017 das erste Mal den Sprung in ein Hauptfeld des Einzelbewerbs. In Bordeaux spielte er sich als Qualifikant bis ins Halbfinale vor, in dem er Rogério Dutra da Silva in zwei Sätzen unterlag.
Sein Grand-Slam-Debüt auf der Profitour gab Bonzi 2017 bei den French Open. Er erhielt eine Wildcard für das Einzelfeld und traf in der ersten Runde auf den Russen Daniil Medwedew. Bonzi spielte sich eine 2:1-Satzführung heraus, ehe Medwedew im vierten Satz verletzungsbedingt aufgeben musste. In der zweiten Runde schied er schließlich gegen den an Nummer 19 gesetzten Albert Ramos Viñolas klar mit 2:6, 2:6, 1:6 aus. Im September 2021 erreichte er mit dem 61. Rang seine beste Platzierung in der Weltrangliste.

## Erfolge
| Legende (Anzahl der Siege)  |
| Grand Slam                  |
| ATP World Tour Finals       |
| ATP World Tour Masters 1000 |
| ATP World Tour 500          |
| ATP World Tour 250 (2)      |
| ATP Challenger Tour (14)    |

| ATP-Titel nach Belag |
| Hartplatz (2)        |
| Sand (0)             |
| Rasen (0)            |

### Einzel

#### Turniersiege

##### ATP Tour
| Nr. | Datum            | Turnier | Belag         | Finalgegner    | Ergebnis  |
| --- | ---------------- | ------- | ------------- | -------------- | --------- |
| 1.  | 9. November 2024 | Metz    | Hartplatz (i) | Cameron Norrie | 7:66, 6:4 |

##### ATP Challenger Tour
| Nr. | Datum              | Turnier         | Belag         | Finalgegner           | Ergebnis           |
| --- | ------------------ | --------------- | ------------- | --------------------- | ------------------ |
| 1.  | 14. Februar 2021   | Potchefstroom   | Hartplatz     | Liam Broady           | 7:5, 6:4           |
| 2.  | 2. Mai 2021        | Ostrava         | Sand          | Renzo Olivo           | 6:4, 6:4           |
| 3.  | 1. August 2021     | Segovia         | Hartplatz     | Tim van Rijthoven     | 7:610, 3:6, 6:4    |
| 4.  | 5. September 2021  | Saint-Tropez    | Hartplatz     | Christopher O’Connell | 6:710, 6:1, aufgg. |
| 5.  | 12. September 2021 | Cassis          | Hartplatz     | Lucas Pouille         | 7:64, 6:4          |
| 6.  | 19. September 2021 | Rennes          | Hartplatz (i) | Mats Moraing          | 7:63, 7:63         |
| 7.  | 13. Februar 2022   | Cherbourg       | Hartplatz (i) | Constant Lestienne    | 6:4, 2:6, 6:4      |
| 8.  | 9. Mai 2022        | Aix-en-Provence | Sand          | Grégoire Barrère      | 6:2, 6:4           |
| 9.  | 14. Juli 2024      | Winnipeg        | Hartplatz     | Shō Shimabukuro       | 5:7, 6:1, 6:4      |
| 10. | 13. Oktober 2024   | Roanne          | Hartplatz (i) | Matteo Martineau      | 7:5, 6:1           |
| 11. | 20. Oktober 2024   | Saint-Brieuc    | Hartplatz (i) | Lucas Pouille         | 6:2, 6:3           |

#### Finalteilnahmen
| Nr. | Datum            | Turnier   | Belag         | Finalgegner       | Ergebnis      |
| --- | ---------------- | --------- | ------------- | ----------------- | ------------- |
| 1.  | 7. Januar 2023   | Pune      | Hartplatz     | Tallon Griekspoor | 6:4, 5:7, 3:6 |
| 2.  | 26. Februar 2023 | Marseille | Hartplatz (i) | Hubert Hurkacz    | 3:6, 6:74     |

### Doppel

#### Turniersiege

##### ATP Tour
| Nr. | Datum            | Turnier   | Belag         | Partner               | Finalgegner                | Ergebnis |
| --- | ---------------- | --------- | ------------- | --------------------- | -------------------------- | -------- |
| 1.  | 16. Februar 2025 | Marseille | Hartplatz (i) | Pierre-Hugues Herbert | Sander Gillé Jan Zieliński | 6:3, 6:4 |

##### ATP Challenger Tour
| Nr. | Datum              | Turnier | Belag         | Partner                   | Finalgegner                  | Ergebnis          |
| --- | ------------------ | ------- | ------------- | ------------------------- | ---------------------------- | ----------------- |
| 1.  | 1. März 2020       | Pau     | Hartplatz (i) | Antoine Hoang             | Simone Bolelli Florin Mergea | 6:3, 6:2          |
| 2.  | 27. März 2021      | Lille   | Hartplatz (i) | Antoine Hoang             | Dan Added Michaël Geerts     | 6:3, 6:1          |
| 3.  | 29. September 2024 | Orléans | Hartplatz (i) | Sascha Gueymard Wayenburg | Manuel Guinard Grégoire Jacq | 7:67, 4:6, [10:5] |

#### Finalteilnahmen
| Nr. | Datum            | Turnier     | Belag         | Partner       | Finalgegner                       | Ergebnis |
| --- | ---------------- | ----------- | ------------- | ------------- | --------------------------------- | -------- |
| 1.  | 10. Februar 2019 | Montpellier | Hartplatz (i) | Antoine Hoang | Ivan Dodig Édouard Roger-Vasselin | 4:6, 3:6 |

## Abschneiden bei Grand-Slam-Turnieren

### Einzel
| Turnier         | 2017 | 2018 | 2019 | 2020 | 2021 | 2022 | 2023 | 2024 | 2025 | Karriere |
| --------------- | ---- | ---- | ---- | ---- | ---- | ---- | ---- | ---- | ---- | -------- |
| Australian Open | —    | —    | —    | —    | Q1   | 2    | 3    | 1    | 3    | 3        |
| French Open     | 2    | Q1   | —    | 2    | 1    | 1    | —    | Q2   | 1    | 2        |
| Wimbledon       | —    | 1    | —    |      | 2    | 2    | 1    | Q2   | 2    | 2        |
| US Open         | Q1   | —    | —    | —    | Q2   | 2    | 3    | Q2   |      | 3        |

### Doppel
| Turnier         | 2018 | 2019 | 2020 | 2021 | 2022 | 2023 | 2024 | 2025 | Karriere |
| --------------- | ---- | ---- | ---- | ---- | ---- | ---- | ---- | ---- | -------- |
| Australian Open | —    | —    | —    | —    | —    | VF   | —    | —    | VF       |
| French Open     | 2    | 2    | AF   | 1    | 2    | —    | —    | —    | AF       |
| Wimbledon       | —    | —    |      | —    | 1    | —    | —    | 1    | 1        |
| US Open         | —    | —    | —    | —    | 1    | —    | —    |      | 1        |

### Mixed
| Turnier         | 2019 | Karriere |
| --------------- | ---- | -------- |
| Australian Open | —    | —        |
| French Open     | VF   | VF       |
| Wimbledon       | —    | —        |
| US Open         | —    | —        |

Zeichenerklärung: S = Turniersieg; F, HF, VF, AF = Einzug ins Finale / Halbfinale / Viertelfinale / Achtelfinale; 1, 2, 3 = Ausscheiden in der 1. / 2. / 3. Hauptrunde; nicht ausgetragen